# Hylaeus setosifrons
Hylaeus setosifrons är en biart som först beskrevs av Perkins 1899.  Hylaeus setosifrons ingår i släktet citronbin, och familjen korttungebin. Inga underarter finns listade i Catalogue of Life.